# Ciervo Petiso
Ciervo Petiso är en ort i Argentina.   Den ligger i provinsen Chaco, i den nordöstra delen av landet, 900 km norr om huvudstaden Buenos Aires. Ciervo Petiso ligger 88 meter över havet och antalet invånare är 1 055.
Terrängen runt Ciervo Petiso är mycket platt. Runt Ciervo Petiso är det glesbefolkat, med 10 invånare per kvadratkilometer.. Närmaste större samhälle är Colonias Unidas, 13,1 km söder om Ciervo Petiso.
Omgivningarna runt Ciervo Petiso är huvudsakligen savann.